# Deutschland (singel)
Deutschland är en singel av Rammstein från deras sjunde studioalbum Rammstein. Singeln släpptes den 28 mars 2019, där den fysiska utgåvan på CD och vinyl lanserades den 12 april samma år.
Musikvideon, som regisserades av Specter Berlin, väckte uppmärksamhet redan innan den hade lanserats i och med en teaser som hade släppts den 26 mars 2019. I teasern syns bandmedlemmarna i väntan på att bli avrättade genom hängning, utklädda i de kläder som bars av fångarna vid koncentrationslägren i Nazityskland. Både Charlotte Knobloch, tidigare ordförande i Zentralrat der Juden in Deutschland, och Felix Klein, den tyska regeringens samordnare för antisemitism, riktade skarp negativ kritik mot teasern.

## Låtlista
Alla låtar är skrivna och komponerade av Rammstein, om inte annat anges. 
| Nr | Titel                                  | Längd |
| -- | -------------------------------------- | ----- |
| 1. | Deutschland                            | 5:23  |
| 2. | Deutschland (RMX by Richard Z. Kruspe) | 5:45  |